# 綠銅礦
綠銅礦（英語：Dioptase），又稱翠銅礦、透視石，是一種翠綠色至藍綠色含銅環矽酸鹽礦物。化學式為Cu6Si6O18·6H2O（也稱CuSiO2(OH)2）。它的硬度為5，比重3.28-3.35，透明至半透明，玻璃至半金剛光澤，有兩個完美和一個良好的解理方向。此外，綠銅礦非常脆，必須非常小心地處理。它是一種三方晶系礦物，形成以末端為菱面體的六稜柱晶體。
它很受礦物收藏者的歡迎，有時會被切割成小寶石。它也可以磨碎用作顏料。

## 歷史
18世紀後期，哈薩克卡拉干達州Altyn-Tube礦區的銅礦工認為他們找到了夢寐以求的祖母綠礦床。他們在石灰岩的石英脈中發現了奇怪的空腔，裡面充滿了數以千計有光澤的翠綠色透明晶體。這些晶體被送往俄羅斯莫斯科進行分析。然而與祖母綠較高的硬度8相比，這種礦物的硬度5較低，很容易將其區分開來。後來著名的法國礦物學家勒內·朱斯特·阿維於1797年確定神秘的Altyn-Tube的礦物是一種全新的礦物，並將其命名為（希臘語dia意為「雙倍」，optos意為「可見」，暗指礦物的兩個解理方向，在未破碎的晶體中可見）。

## 發現
綠銅礦是一種稀有的礦物，主要在沙漠地區發現，它在含銅硫化物礦床的氧化帶中形成次生礦物。然而其形成過程並不簡單，硫化銅的氧化應該不足以使綠銅礦結晶，因為矽石通常微溶於水，除非在高pH鹼性環境下。硫化物的氧化會產生富含硫酸的強酸性流體，這會抑制矽石的溶解度。然而在乾燥的氣候條件下，如果時間足夠長，尤其是在酸被碳酸鹽緩衝的礦床區域，微量的矽石可能會與溶解的銅發生反應，形成綠銅礦和矽孔雀石。
哈薩克的Altyn Tube礦仍然提供漂亮的標本；褐色石英岩基底將其標本與其他地方區分開來。其中最好的標本是在納米比亞楚梅布的楚梅布礦發現的。楚梅布的綠銅礦是透明的，經常受到收藏家的追捧。在美國西南部的沙漠中也發現了綠銅礦。在亞利桑那州馬默斯附近的Mammoth-Saint Anthony礦山發現了適合製作微型標本的小晶體。此外，亞利桑那州海登附近的聖誕礦還出產了許多淡綠色的小晶體。另一個出產優質標本的經典產地是剛果共和國的勒內維爾。在阿根廷Agua de Oro及其附近的Malpaso採石場，石英中發現了微小的藍綠色礦物，其中綠銅礦是原生礦物，且與石英、自然銅和孔雀石共生。

## 用途
綠銅礦深受礦物收藏者的歡迎，偶爾會被切割成類似祖母綠的小寶石。綠銅礦和矽孔雀石是僅有的相對常見的含銅矽酸鹽礦物。作為一種顏料，綠銅礦可用於繪畫。綠銅礦粉塵由於其銅含量而有毒，意外攝入會導致嚴重的健康問題。

## 結構與性質
綠銅礦是一種環矽酸鹽礦物，由Si6O18環組成，這些環通過姜-泰勒變形的八面體d9銅(II)離子連接在一起。每個銅離子由四個環矽酸鹽氧和兩個水分子配位。雖然銅離子是六配位的，但它們可以看作是方形平面。銅中心具有近似C4V對稱性。 每個Cu(II)與另一個Cu(II)共享一個方形平面邊，並與另外兩個Cu(II)共享一個角。銅離子決定了礦物的顏色和磁性。觀察到752 nm處的寬可見吸收帶。綠銅礦在低溫下具有反鐵磁性（奈爾溫度為70K）。70K以上遵從居里-外斯定律。

## 圖集

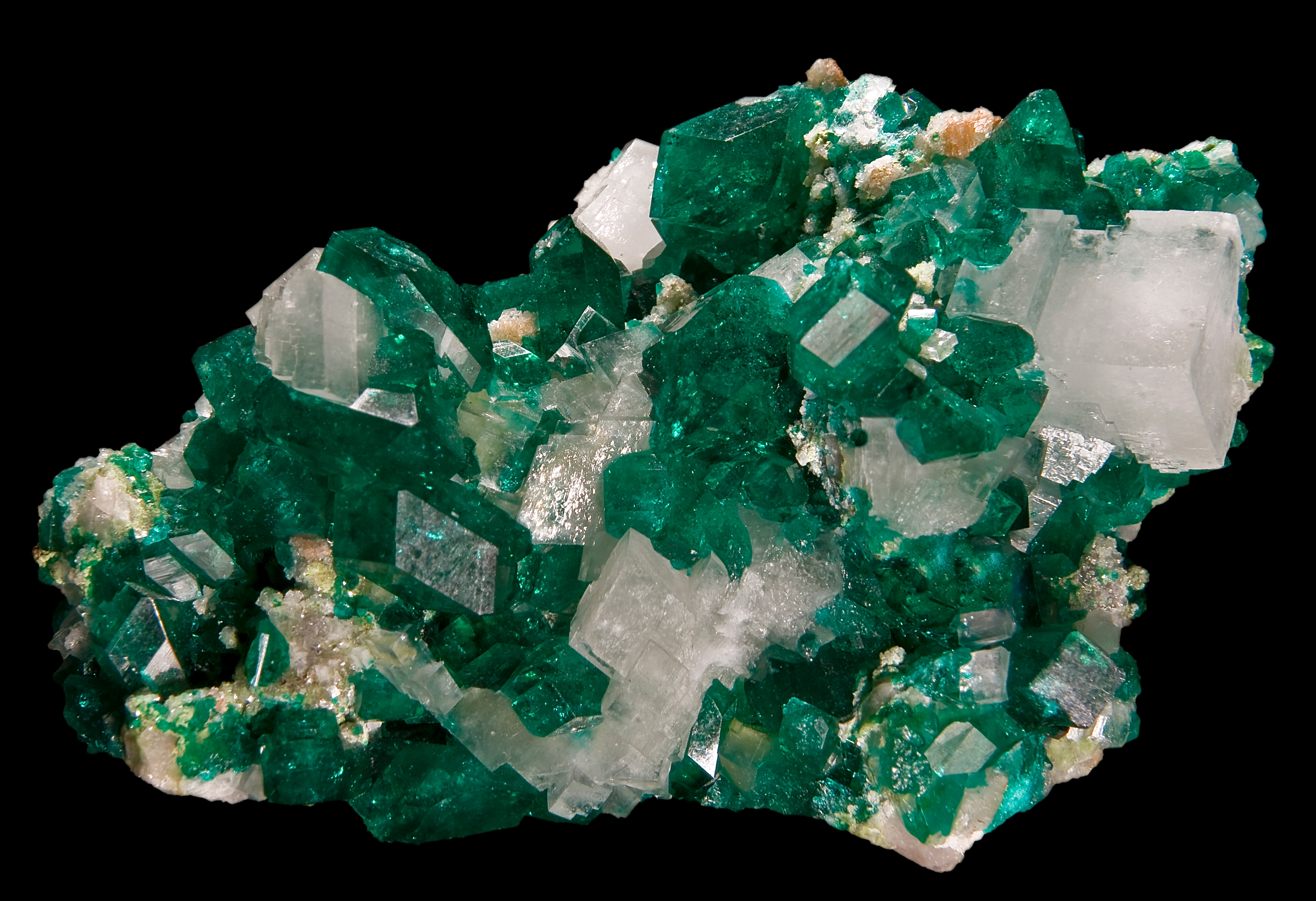
來自納米比亞楚梅布楚梅布礦的綠銅礦
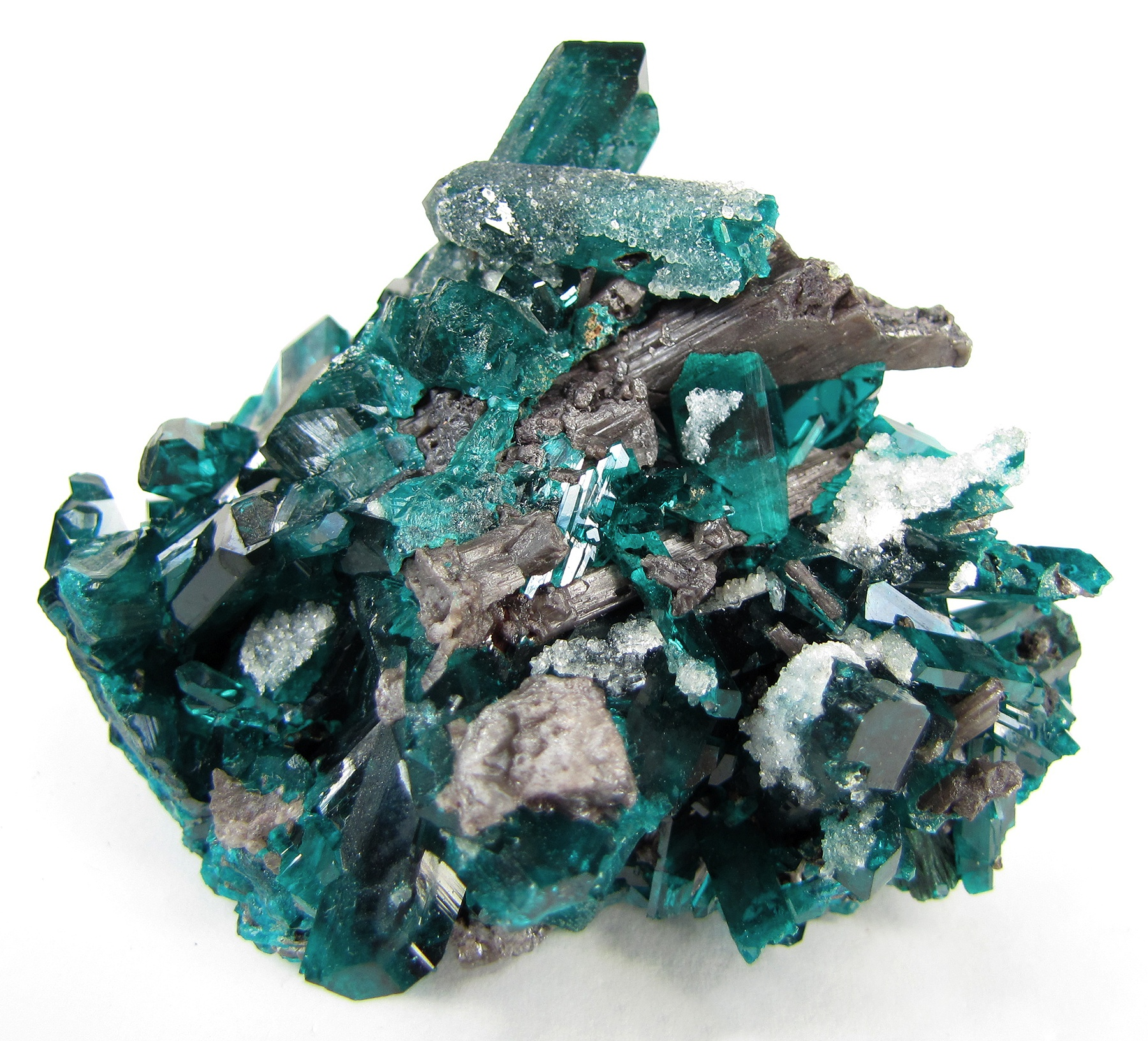
綠銅礦與白鉛礦、納米比亞庫內內區Christoff礦。尺寸：6.9 × 5.7 × 4.8 cm
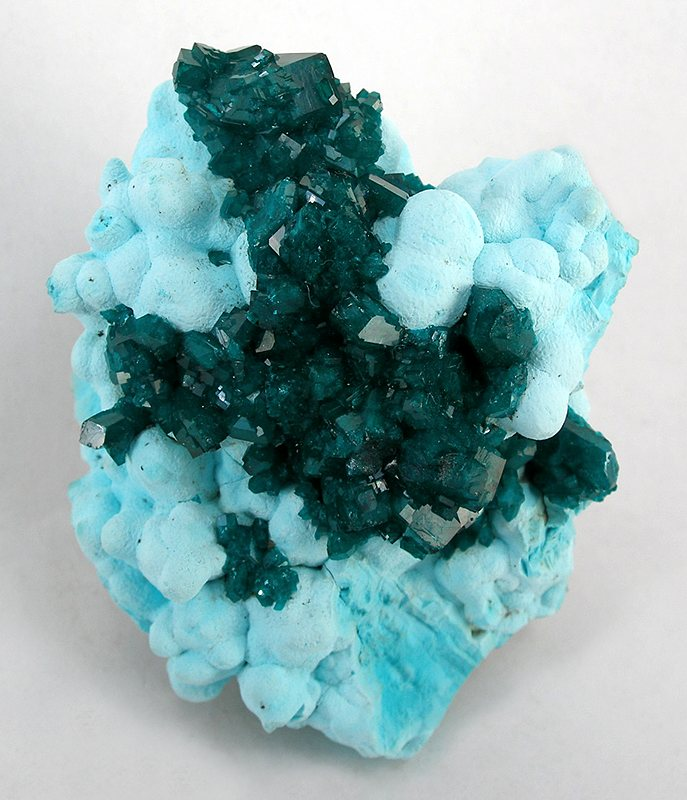
矽孔雀石上的綠銅礦，納米比亞庫內內區Otjikotu礦。尺寸：6.8 × 5.5 × 4.5 cm
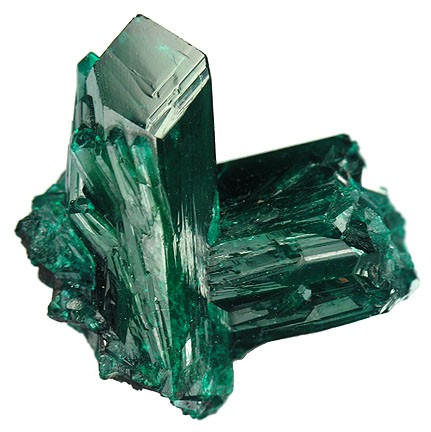
綠銅礦晶體，剛果共和國普爾省Kimbedi。尺寸：2.0 × 1.7 × 1.4 cm
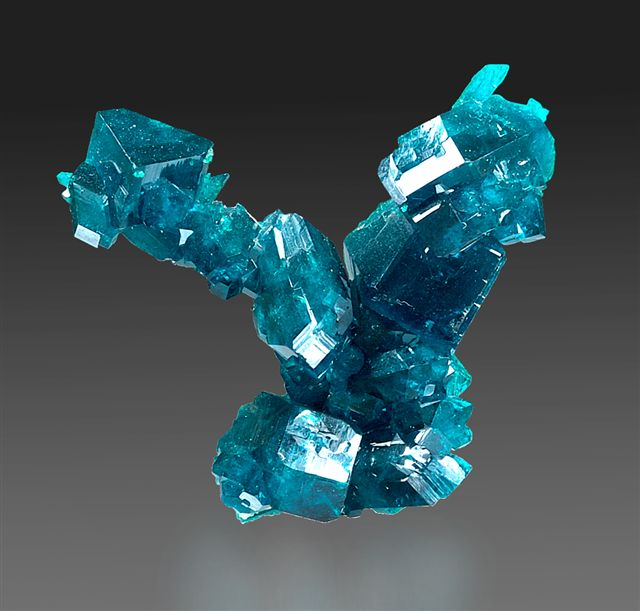
稜柱形綠銅礦晶體，納米比亞楚梅布楚梅布礦。尺寸：4 × 4 × 1 cm
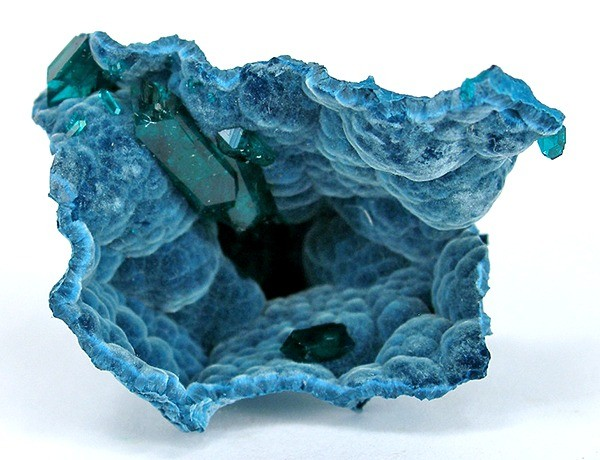
藍矽銅礦上的綠銅礦，納米比亞庫內內區卡奧科蘭高原。尺寸：2.5 × 2.1 × 2.0 cm